# Singly
Singly település Franciaországban, Ardennes megyében. Lakosainak száma 137 fő (2022. január 1.). Singly La Horgne, Poix-Terron, Villers-le-Tilleul, Villers-sur-le-Mont és Flize községekkel határos.

## Népesség
A település népessége az elmúlt években az alábbi módon változott:
| Lakosok száma | 123  | 136  | 154  | 127  | 133  | 135  | 135  | 135  | 135  | 137  |
|               | 1968 | 1982 | 1990 | 2006 | 2013 | 2015 | 2017 | 2019 | 2020 | 2022 |